# れみふぁ
れみふぁ（2000年11月21日 - ）は、日本の女性シンガーソングライター、歌手である。

## 来歴
- 高校1年から活動を開始。都内ライブハウスを中心にライブ活動をしている。
- 2016年8月27日 - 渋谷La.mamaにて初ライブ。
- 2017年5月5日 「愛車遍歴フェスティバル2017」お台場青梅広場に出演。
- 2018年8月3日 『Sony Music Records×TBS Presents「Voice JAM」』に出演[1]。
- 2018年9月23日 『HUG ROCK FESTIVAL2018 秋分の日』に出演[2]。
- 2018年11月25日 つくばセンター広場 「ワングーフェス」に出演[3]。
- 2018年11月30日 幕張メッセ「東京コミコン2018」に出演[4]。
- 2018年12月1日 渋谷La.mamaにてファーストワンマンライブ『DEF-0-』開催。
- 2018年12月3日 タワーレコード渋谷店の3F未流通作品コーナー「タワクル」にて「TRIGGER」取り扱い開始[5]。

## 人物・エピソード
- 小学校入学と同時期にピアノを始め、4年生でギターと出会い6年生で初めての曲を作る。中学生になり一度音楽をやめるも、高校入学と同時に本格的にギターを始める。当初はマーチンやヘッドウェイのギターを使っていたが、父親の聴く洋楽やロックに影響され、ギブソンのJ-45に変えたところから、現在のスタイルの原型が生まれる。作曲に関しては、ギターのコードは覚えずに、感覚だけで音を探して作っているので何というコードなのかを後から調べて知る事がほとんど。兄はBE:FIRSTのJUNON。

## 使用楽器
アコースティック・ギターは ギブソン J-45を使用

## 作品

### アルバム
| #  | タイトル               | 作詞 | 作曲・編曲 | 時間  |
| -- | ---------------------- | ---- | ---------- | ----- |
| 1. | 「TRIGGER」            |      |            | 04:16 |
| 2. | 「ちきゅうぎのせかい」 |      |            | 05:37 |

## 出演

### テレビ
- 2017年
  - 5月5日 BS日テレ おぎやはぎ の「愛車遍歴フェスティバル2017」お台場青梅広場
- 2018年
  - 9月29日 BS TBS 『Voice JAM』[6]

## ライブ
| #   | タイトル                                                                            | 作詞 | 作曲・編曲 |
| --- | ----------------------------------------------------------------------------------- | ---- | ---------- |
| 1.  | 「1月7日(日) 渋谷club asia 「AFTER SCHOOL SWAG vol.6」」                            |      |            |
| 2.  | 「1月21日(日) 渋谷La.mama 『音楽夢中ステーション「MASA」Vo.55～ensemble day～』」   |      |            |
| 3.  | 「2月28日(水) 渋谷Gee-ge 「ウダガワガールズコレクション vol.334」」                 |      |            |
| 4.  | 「3月23日(金) 渋谷aube 「Premium woman Friday」」                                   |      |            |
| 5.  | 「3月26日(月) 原宿ストロボカフェ「ハラジュクガールズコレクション vol.33」」         |      |            |
| 6.  | 「4月8日(日) 渋谷aube 「428.com Vol.51」」                                          |      |            |
| 7.  | 「4月19日(木) 新宿HEADPOWER 「Melody Line～はじまりのうた～生音specia!!」」         |      |            |
| 8.  | 「4月26日(木) 渋谷Gee-ge 「ウダガワガールズコレクション vol.357」」                 |      |            |
| 9.  | 「4月30日(月祝) 渋谷La.mama 『音楽夢中ステーション「MASA」Vo.58～ensemble day～』」 |      |            |
| 10. | 「5月10日(木) 渋谷Gee-ge 「ウダガワガールズコレクション vol.365･5」」               |      |            |
| 11. | 「5月21日(木) 四谷天窓 「天窓presents」」                                           |      |            |
| 12. | 「6月3日(日) 渋谷La.mama 「重奏チャイム」～vibration～ (3マン)」                    |      |            |
| 13. | 「7月2日(木) 四谷天窓 「天窓presents」」                                            |      |            |
| 14. | 「7月18日(木) 渋谷Gee-ge 「ウダガワガールズコレクション vol.396」」                 |      |            |
| 15. | 「8月3日(金) 渋谷duo MUSC EXCHANGE 「Sony Music Labels x TBS Presents Voice JAM」」 |      |            |
| 16. | 「8月6日(月) 四谷天窓」                                                             |      |            |
| 17. | 「8月14日(火) 大塚MEETS「Girls be Free～vol.2～」」                                 |      |            |
| 18. | 「8月26日(火) 四谷天窓 「天窓presents」「21gの響界線」」                            |      |            |
| 19. | 「9月16日(日) 渋谷La.mama 『音楽夢中ステーション「MASA」Vo.63～ensemble day～』」   |      |            |
| 20. | 「9月23日(日) 渋谷CYCLONE 『HUG ROCK FESTIVAL2018 秋分の日』」                      |      |            |
| 21. | 「9月27日(木) 高円寺DeLive 「ウタガアルセカイ Dream Match Live vol.3 DAY1」」       |      |            |
| 22. | 「10月8日(月祝) 四谷天窓 「PINKY GIRLS PARTY!! vol.8」」                            |      |            |
| 23. | 「10月21日(日) 渋谷La.mama 「木谷雅 企画 チャリティライブ 2018 OTAGAISAMA」」       |      |            |
| 24. | 「10月25日(木) 渋谷Gee-ge 「ウダガワガールズコレクション vol.440」」                |      |            |
| 25. | 「11月9日(木) 渋谷Gee-ge 「ウダガワガールズコレクション vol.449」」                 |      |            |
| 26. | 「11月25日(日) つくばセンター広場 「ワングーフェス」【GOO Stage】」                 |      |            |
| 27. | 「11月30日(金) 幕張メッセ 東京コミコン2018「れみふぁライブステージ」」              |      |            |
| 28. | 「12月1日(土) 渋谷La.mama ファーストワンマンライブ「DEF-0-」」                      |      |            |
| 29. | 「12月15日(土) 代官山NOMAD 「ココロノート」」                                       |      |            |
| 30. | 「12月24日(月祝) 横浜BAYSIS「Together～クリスマス&忘年会～」」                      |      |            |

| #   | タイトル                                                                                           | 作詞 | 作曲・編曲 |
| --- | -------------------------------------------------------------------------------------------------- | ---- | ---------- |
| 1.  | 「1月29日(日) 渋谷La.mama 『音楽夢中ステーション「MASA」Vo.42～ensemble day～』」                  |      |            |
| 2.  | 「3月5日(日) 渋谷La.mama 『音楽夢中ステーション「MASA」Vo.45～under the moon～』」                 |      |            |
| 3.  | 「4月23日(日) 渋谷La.mama 『音楽夢中ステーション「MASA」Vo.46～ensemble day～』」                  |      |            |
| 4.  | 「5月5日(日祝) 「愛車遍歴フェスティバル2017」お台場青梅広場 1回目10:20～11:00、2回目13:35～14:15」 |      |            |
| 5.  | 「5月30日(火) 渋谷CLUB CRAWL ビクターエンターテイメント主催「ニッパーナイト」」                    |      |            |
| 6.  | 「8月20日(日) 渋谷La.mama 『音楽夢中ステーション「MASA」Vo.50～ensemble day～』」                  |      |            |
| 7.  | 「9月17日(日) 渋谷La.mama 『音楽夢中ステーション「MASA」Vo.51～ensemble day～』」                  |      |            |
| 8.  | 「10月22日(日) 渋谷La.mama 『音楽夢中ステーション「MASA」Vo.52～under the moon～』」               |      |            |
| 9.  | 「11月3日(金祝) 渋谷aube」                                                                         |      |            |
| 10. | 「12月16日(土) 渋谷La.mama 『音楽夢中ステーション「MASA」Vo.54～ensemble day～』」                 |      |            |

| #  | タイトル                                                                                     | 作詞 | 作曲・編曲 |
| -- | -------------------------------------------------------------------------------------------- | ---- | ---------- |
| 1. | 「8月27日(土) 渋谷La.mama (初ライブ)『音楽夢中ステーション「MASA」Vo.37～under the sun～』」 |      |            |
| 2. | 「11月13日(日) 渋谷La.mama 『音楽夢中ステーション「MASA」Vo.40～ensemble day～』」           |      |            |